# Blehen
Blehen [bleɛ̃] (en wallon Blèhin) est un village sis à quelques kilomètres de la ville de Hannut, à laquelle il est administrativement rattaché (Région wallonne de Belgique. C'était une commune à part entière avant la fusion des communes du 17 juillet 1970.

## Démographie
- Sources:INS, Rem:1831 jusqu'en 1970=recensements, 1976= nombre d'habitants au 31 décembre

## Patrimoine et culture

### Culture

#### Folklore
Blehen a un folklore riche qui s'articule principalement autour de trois axes :
- le cercle La Concorde ;
- la république libre de Blehen ;
- la confrérie des moines.

Le premier week-end de juillet est traditionnellement consacré aux fêtes de la république libre.

## Économie
Blehen possède sa propre microbrasserie installée dans les locaux de l’ancienne maison communale et on y brasse la "cuvée Saint Antoine" (8% vol)

## Galerie

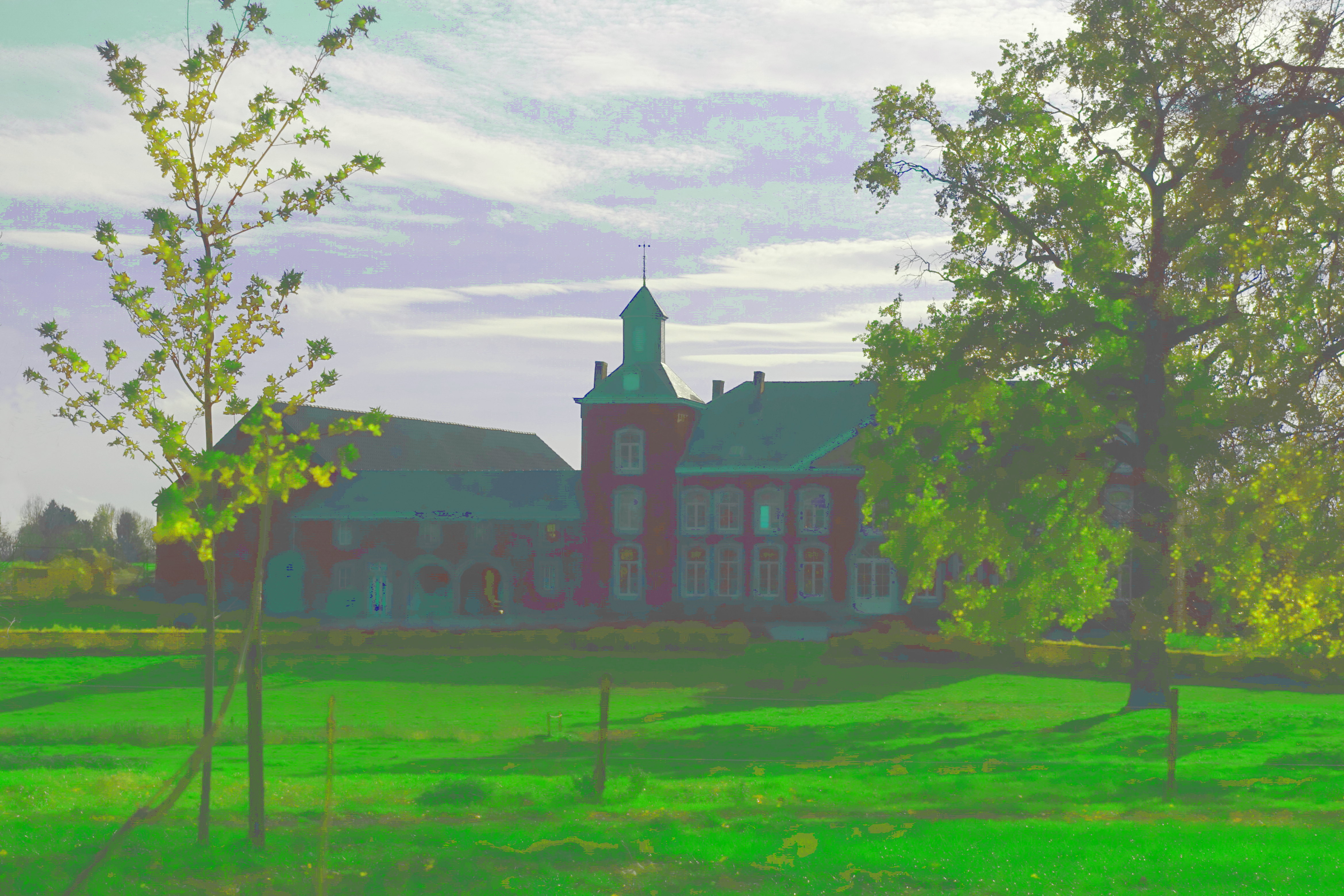
Impression du château de Blehen.
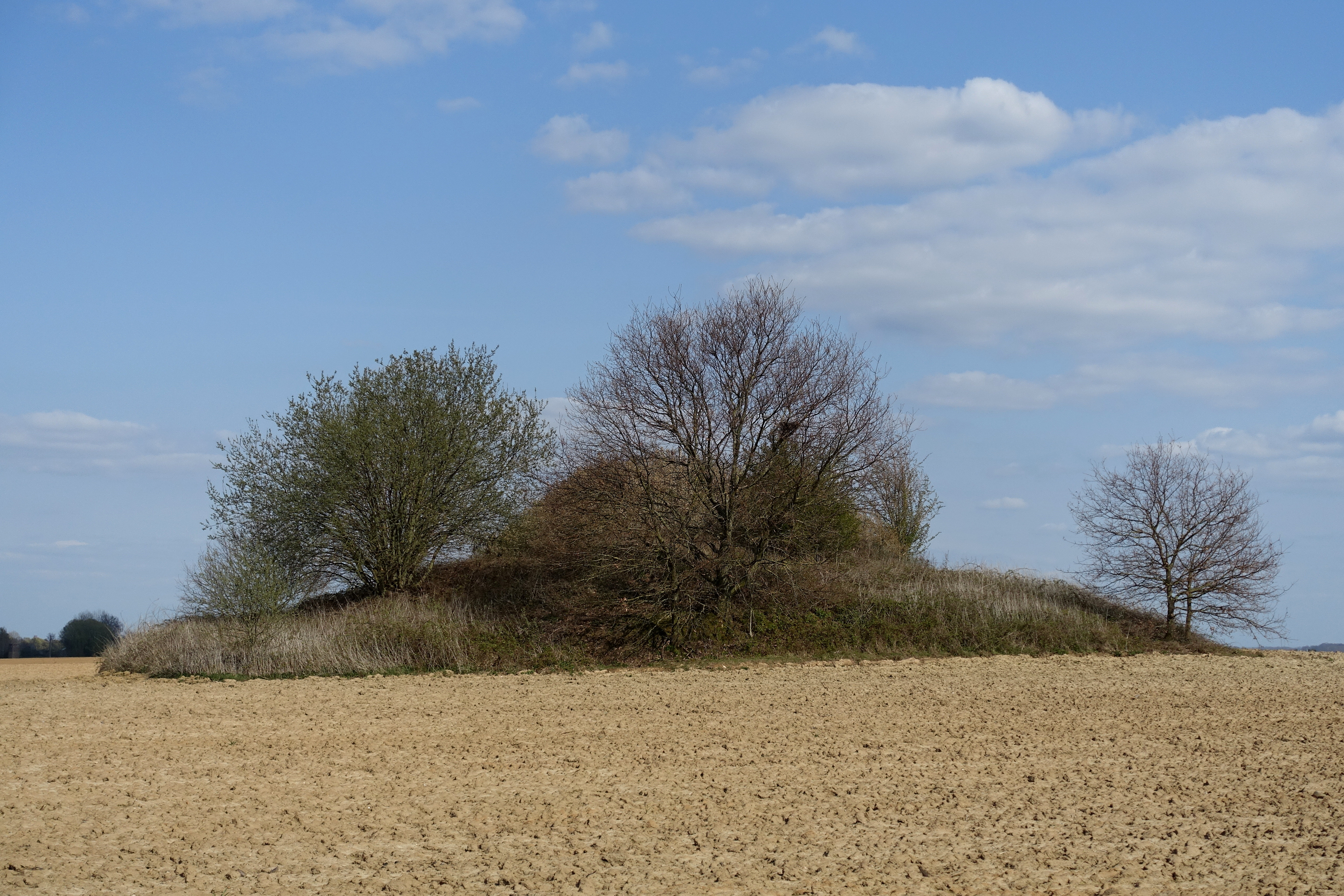
Tumulus de Blehen.
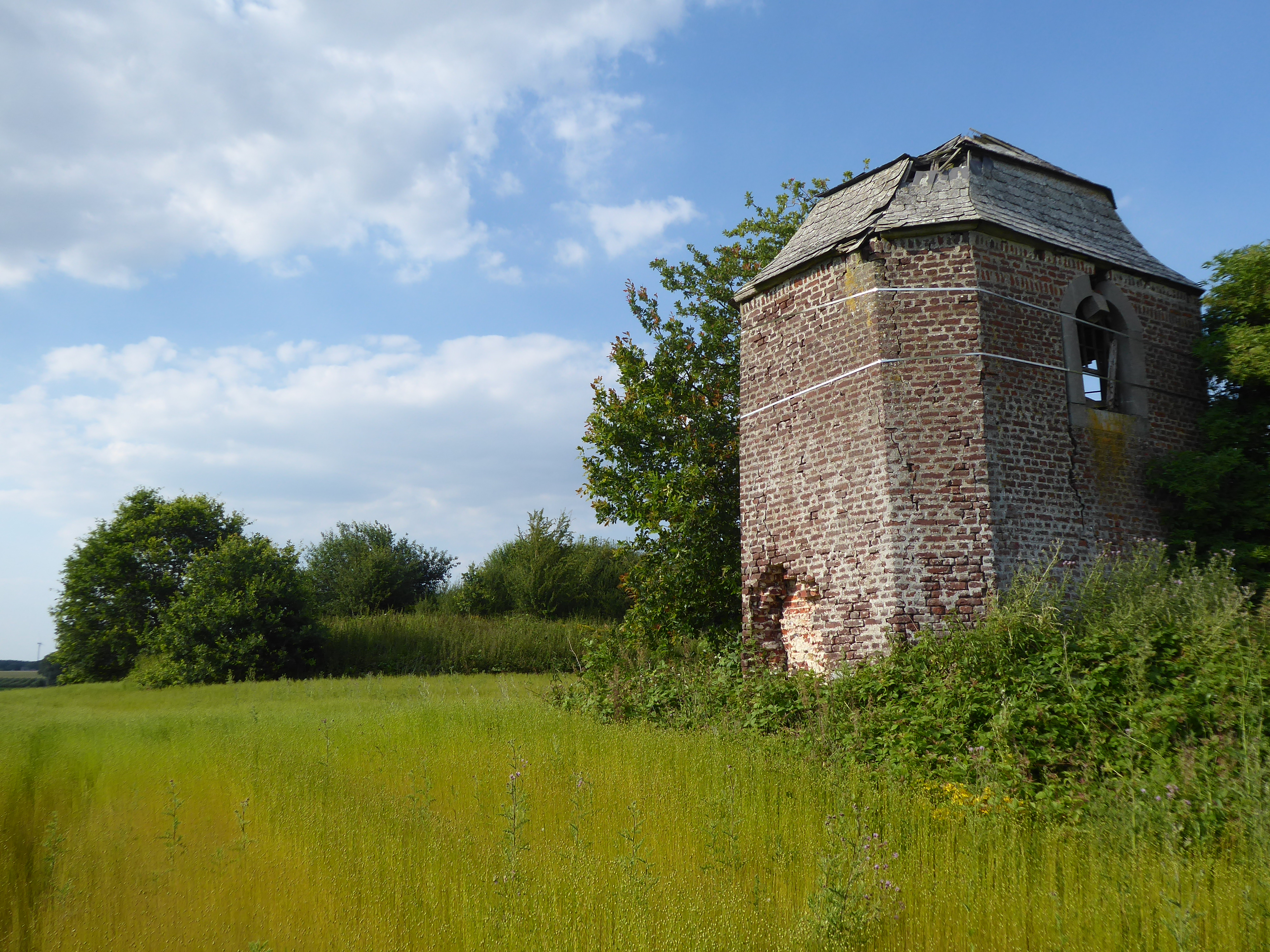
Chapelle Saint-Donat classée à côté du tumulus de Blehen.

## Personnalités
- Naissance de Guillaume Delvaux en 1681, évêque d'Ypres de 1732 à 1761.